# Speleomontia cavernicola
Speleomontia cavernicola is een hooiwagen uit de familie Triaenonychidae.